# DJ Hollywood
DJ Hollywood (ur. 10 grudnia 1954) – amerykański DJ i raper, zaliczający się do starej szkoły hip-hopu. Według Kurtisa Blowa, Hollywood jest prekursorem rapu w kulturze hip-hop.
DJ Hollywood zaczął występować w czasach wzrostu popularności disco i szybko stał się jednym z oczekiwanych wykonawców powstającej kultury hip-hop. Ogromna część jego dorobku muzycznego powstawała na żywo, bez nagrywania, chociaż stworzył singel "Shock Shock The House" w 1980 wydany przez CBS Records. 
Hollywood współpracował z Grandmaster Flashem, podobnie jak z Donald D, którego utwór "Don's Groove" został napisany przez DJ Hollywooda wydany przez Flasha. 
Hollywood był jednym z najpopularniejszych DJ-ów do połowy lat 80., kiedy to wycofał się i walczył z uzależnieniem narkotykowym. Powrócił do tworzenia na terenie Nowego Jorku, wydając ze składem Tha Veteranz, który połączył go z "Love Bug" Starskim.